# 亚洲黄昏鸟属
亚洲黄昏鸟属（学名：Asiahesperornis）是种生有脚蹼且会潜水的史前不飞鸟，生存于晚白垩世的哈萨克斯坦。模式种是巴氏亚洲黄昏鸟（Asiahesperornis bazhanovi）。
亚洲黄昏鸟是黄昏鸟目的成员，这是一类生存于白垩纪的有齿海鸟。其确切亲缘关系尚未确定，但有可能属于黄昏鸟科。